# Miley Cyrus/Diskografie
Diese Diskografie ist eine Übersicht über die musikalischen Werke der US-amerikanischen Popsängerin Miley Cyrus und ihrer Pseudonyme wie Hannah Montana und Ashley O. Den Quellenangaben und Schallplattenauszeichnungen zufolge hat sie bisher mehr als 175,8 Millionen Tonträger verkauft, davon alleine in ihrer Heimat über 112,9 Millionen. Ihre erfolgreichste Veröffentlichung ist die Single Party in the U.S.A. mit über 19,8 Millionen verkauften Einheiten.

## Alben

### Studioalben
| Jahr | Titel Musiklabel                                           | Höchstplatzierung, Gesamtwochen, AuszeichnungChartplatzierungen (Jahr, Titel, Musiklabel, Platzierungen, Wochen, Auszeichnungen, Anmerkungen) | Höchstplatzierung, Gesamtwochen, AuszeichnungChartplatzierungen (Jahr, Titel, Musiklabel, Platzierungen, Wochen, Auszeichnungen, Anmerkungen) | Höchstplatzierung, Gesamtwochen, AuszeichnungChartplatzierungen (Jahr, Titel, Musiklabel, Platzierungen, Wochen, Auszeichnungen, Anmerkungen) | Höchstplatzierung, Gesamtwochen, AuszeichnungChartplatzierungen (Jahr, Titel, Musiklabel, Platzierungen, Wochen, Auszeichnungen, Anmerkungen) | Höchstplatzierung, Gesamtwochen, AuszeichnungChartplatzierungen (Jahr, Titel, Musiklabel, Platzierungen, Wochen, Auszeichnungen, Anmerkungen) | Anmerkungen                                                  |
| Jahr | Titel Musiklabel                                           | DE | AT | CH | UK | US | Anmerkungen                                                  |
| ---- | ---------------------------------------------------------- | --- | --- | --- | --- | --- | ------------------------------------------------------------ |
| 2007 | Meet Miley Cyrus a Hollywood Records • Walt Disney Records | DE35 (15 Wo.)DE | AT13 (17 Wo.)AT | CH69 (12 Wo.)CH | UK— b GoldUK | US1 ×4Vierfachplatin · (65 Wo.)US | Erstveröffentlichung: 26. Juni 2007 Verkäufe: + 9.800.000    |
| 2008 | Breakout Hollywood Records                                 | DE16 Gold · (44 Wo.)DE | AT12 Gold · (28 Wo.)AT | CH25 (29 Wo.)CH | UK10 Platin · (38 Wo.)UK | US1 ×2Doppelplatin · (48 Wo.)US | Erstveröffentlichung: 22. Juli 2008 Verkäufe: + 6.200.000    |
| 2010 | Can’t Be Tamed Hollywood Records                           | DE4 (19 Wo.)DE | AT2 (13 Wo.)AT | CH3 (14 Wo.)CH | UK8 Silber · (8 Wo.)UK | US3 (15 Wo.)US | Erstveröffentlichung: 18. Juni 2010 Verkäufe: + 1.575.000    |
| 2013 | Bangerz RCA Records                                        | DE9 (16 Wo.)DE | AT4 Gold · (16 Wo.)AT | CH7 (18 Wo.)CH | UK1 Gold · (30 Wo.)UK | US1 ×3Dreifachplatin · (53 Wo.)US | Erstveröffentlichung: 4. Oktober 2013 Verkäufe: + 4.500.000  |
| 2015 | Miley Cyrus & Her Dead Petz Smiley Miley Inc.              | — | — | — | — | — | Erstveröffentlichung: 30. August 2015                        |
| 2017 | Younger Now RCA Records                                    | DE16 (2 Wo.)DE | AT8 (3 Wo.)AT | CH11 (4 Wo.)CH | UK8 (3 Wo.)UK | US5 Gold · (8 Wo.)US | Erstveröffentlichung: 29. September 2017 Verkäufe: + 635.000 |
| 2020 | Plastic Hearts RCA Records                                 | DE15 (20 Wo.)DE | AT8 (18 Wo.)AT | CH4 Gold · (17 Wo.)CH | UK4 Gold · (28 Wo.)UK | US2 (34 Wo.)US | Erstveröffentlichung: 27. November 2020 Verkäufe: + 445.000  |
| 2023 | Endless Summer Vacation Columbia Records                   | DE2 (45 Wo.)DE | AT1 (16 Wo.)AT | CH1 Gold · (13 Wo.)CH | UK1 Gold · (15 Wo.)UK | US3 Platin · (59 Wo.)US | Erstveröffentlichung: 10. März 2023 Verkäufe: + 1.685.000    |
| 2025 | Something Beautiful Columbia Records                       | DE4 (5 Wo.)DE | AT1 (5 Wo.)AT | CH3 (5 Wo.)CH | UK3 (… Wo.)UK | US4 (2 Wo.)US | Erstveröffentlichung: 30. Mai 2025                           |

### Livealben
| Jahr | Titel Musiklabel                                                    | Höchstplatzierung, Gesamtwochen, AuszeichnungChartplatzierungen (Jahr, Titel, Musiklabel, Platzierungen, Wochen, Auszeichnungen, Anmerkungen) | Höchstplatzierung, Gesamtwochen, AuszeichnungChartplatzierungen (Jahr, Titel, Musiklabel, Platzierungen, Wochen, Auszeichnungen, Anmerkungen) | Höchstplatzierung, Gesamtwochen, AuszeichnungChartplatzierungen (Jahr, Titel, Musiklabel, Platzierungen, Wochen, Auszeichnungen, Anmerkungen) | Höchstplatzierung, Gesamtwochen, AuszeichnungChartplatzierungen (Jahr, Titel, Musiklabel, Platzierungen, Wochen, Auszeichnungen, Anmerkungen) | Höchstplatzierung, Gesamtwochen, AuszeichnungChartplatzierungen (Jahr, Titel, Musiklabel, Platzierungen, Wochen, Auszeichnungen, Anmerkungen) | Anmerkungen                                            |
| Jahr | Titel Musiklabel                                                    | DE | AT | CH | UK | US | Anmerkungen                                            |
| ---- | ------------------------------------------------------------------- | --- | --- | --- | --- | --- | ------------------------------------------------------ |
| 2008 | Best of Both Worlds Concert Hollywood Records • Walt Disney Records | DE94 (1 Wo.)DE | AT14 (20 Wo.)AT | CH54 (24 Wo.)CH | UK29 (6 Wo.)UK | US3 (68 Wo.)US | Erstveröffentlichung: 11. März 2008 Verkäufe: + 65.000 |
| 2022 | Attention: Miley Live Columbia Records • Smiley Miley Inc.          | — | — | CH46 (1 Wo.)CH | — | — | Erstveröffentlichung: 1. April 2022                    |

### Kompilationen
| Jahr | Titel Musiklabel                           | Höchstplatzierung, Gesamtwochen, AuszeichnungChartplatzierungen (Jahr, Titel, Musiklabel, Platzierungen, Wochen, Auszeichnungen, Anmerkungen) | Höchstplatzierung, Gesamtwochen, AuszeichnungChartplatzierungen (Jahr, Titel, Musiklabel, Platzierungen, Wochen, Auszeichnungen, Anmerkungen) | Höchstplatzierung, Gesamtwochen, AuszeichnungChartplatzierungen (Jahr, Titel, Musiklabel, Platzierungen, Wochen, Auszeichnungen, Anmerkungen) | Höchstplatzierung, Gesamtwochen, AuszeichnungChartplatzierungen (Jahr, Titel, Musiklabel, Platzierungen, Wochen, Auszeichnungen, Anmerkungen) | Höchstplatzierung, Gesamtwochen, AuszeichnungChartplatzierungen (Jahr, Titel, Musiklabel, Platzierungen, Wochen, Auszeichnungen, Anmerkungen) | Anmerkungen                                             |
| Jahr | Titel Musiklabel                           | DE | AT | CH | UK | US | Anmerkungen                                             |
| ---- | ------------------------------------------ | --- | --- | --- | --- | --- | ------------------------------------------------------- |
| 2011 | Best of Hannah Montana Walt Disney Records | — | — | — | UK— SilberUK | — | Erstveröffentlichung: 8. August 2011 Verkäufe: + 60.000 |

### Remixalben
| Jahr | Titel Musiklabel                                           | Höchstplatzierung, Gesamtwochen, AuszeichnungChartplatzierungen (Jahr, Titel, Musiklabel, Platzierungen, Wochen, Auszeichnungen, Anmerkungen) | Höchstplatzierung, Gesamtwochen, AuszeichnungChartplatzierungen (Jahr, Titel, Musiklabel, Platzierungen, Wochen, Auszeichnungen, Anmerkungen) | Höchstplatzierung, Gesamtwochen, AuszeichnungChartplatzierungen (Jahr, Titel, Musiklabel, Platzierungen, Wochen, Auszeichnungen, Anmerkungen) | Höchstplatzierung, Gesamtwochen, AuszeichnungChartplatzierungen (Jahr, Titel, Musiklabel, Platzierungen, Wochen, Auszeichnungen, Anmerkungen) | Höchstplatzierung, Gesamtwochen, AuszeichnungChartplatzierungen (Jahr, Titel, Musiklabel, Platzierungen, Wochen, Auszeichnungen, Anmerkungen) | Anmerkungen                                                                                          |
| Jahr | Titel Musiklabel                                           | DE | AT | CH | UK | US | Anmerkungen                                                                                          |
| ---- | ---------------------------------------------------------- | --- | --- | --- | --- | --- | --- |
| 2008 | Hannah Montana 2: Non-Stop Dance Party Walt Disney Records | DE*DE | AT*AT | CH*CH | — | US7 (14 Wo.)US | Erstveröffentlichung: 29. Januar 2008 Verkäufe: + 70.000; * siehe Hannah Montana 2: Meet Miley Cyrus |
| 2008 | Hannah Montana: Hits Remixed Walt Disney Records           | — | — | — | — | US103 (1 Wo.)US | Erstveröffentlichung: 19. August 2008                                                                |

### Soundtracks
| Jahr | Titel Musiklabel                                         | Höchstplatzierung, Gesamtwochen, AuszeichnungChartplatzierungen (Jahr, Titel, Musiklabel, Platzierungen, Wochen, Auszeichnungen, Anmerkungen) | Höchstplatzierung, Gesamtwochen, AuszeichnungChartplatzierungen (Jahr, Titel, Musiklabel, Platzierungen, Wochen, Auszeichnungen, Anmerkungen) | Höchstplatzierung, Gesamtwochen, AuszeichnungChartplatzierungen (Jahr, Titel, Musiklabel, Platzierungen, Wochen, Auszeichnungen, Anmerkungen) | Höchstplatzierung, Gesamtwochen, AuszeichnungChartplatzierungen (Jahr, Titel, Musiklabel, Platzierungen, Wochen, Auszeichnungen, Anmerkungen) | Höchstplatzierung, Gesamtwochen, AuszeichnungChartplatzierungen (Jahr, Titel, Musiklabel, Platzierungen, Wochen, Auszeichnungen, Anmerkungen) | Anmerkungen                                                  |
| Jahr | Titel Musiklabel                                         | DE | AT | CH | UK | US | Anmerkungen                                                  |
| ---- | -------------------------------------------------------- | --- | --- | --- | --- | --- | ------------------------------------------------------------ |
| 2006 | Hannah Montana Walt Disney Records                       | — | AT14 (32 Wo.)AT | — | UK— c SilberUK | US1 ×3Dreifachplatin · (78 Wo.)US | Erstveröffentlichung: 24. Oktober 2006 Verkäufe: + 4.000.000 |
| 2007 | Hannah Montana 2 Hollywood Records • Walt Disney Records | DE*DE | AT*AT | CH*CH | UK*UK | US*US | Erstveröffentlichung: 26. Juni 2007 * siehe Meet Miley Cyrus |
| 2009 | Hannah Montana: The Movie Walt Disney Records            | DE6 Gold · (43 Wo.)DE | AT1 Platin · (38 Wo.)AT | CH13 (39 Wo.)CH | UK— c GoldUK | US1 ×2Doppelplatin · (71 Wo.)US | Erstveröffentlichung: 23. März 2009 Verkäufe: + 3.100.000    |
| 2009 | Hannah Montana 3 Walt Disney Records                     | DE13 (19 Wo.)DE | AT4 (21 Wo.)AT | CH32 (16 Wo.)CH | UK— cUK | US2 (13 Wo.)US | Erstveröffentlichung: 2. Juli 2009 Verkäufe: + 2.500.000     |
| 2010 | Hannah Montana Forever Walt Disney Records               | DE65 (5 Wo.)DE | AT25 (9 Wo.)AT | CH74 (5 Wo.)CH | UK38 Silber · (6 Wo.)UK | US11 Gold · (14 Wo.)US | Erstveröffentlichung: 15. Oktober 2010 Verkäufe: + 750.000   |

### EPs
| Jahr | Titel Musiklabel                        | Höchstplatzierung, Gesamtwochen, AuszeichnungChartplatzierungen (Jahr, Titel, Musiklabel, Platzierungen, Wochen, Auszeichnungen, Anmerkungen) | Höchstplatzierung, Gesamtwochen, AuszeichnungChartplatzierungen (Jahr, Titel, Musiklabel, Platzierungen, Wochen, Auszeichnungen, Anmerkungen) | Höchstplatzierung, Gesamtwochen, AuszeichnungChartplatzierungen (Jahr, Titel, Musiklabel, Platzierungen, Wochen, Auszeichnungen, Anmerkungen) | Höchstplatzierung, Gesamtwochen, AuszeichnungChartplatzierungen (Jahr, Titel, Musiklabel, Platzierungen, Wochen, Auszeichnungen, Anmerkungen) | Höchstplatzierung, Gesamtwochen, AuszeichnungChartplatzierungen (Jahr, Titel, Musiklabel, Platzierungen, Wochen, Auszeichnungen, Anmerkungen) | Anmerkungen                                                 |
| Jahr | Titel Musiklabel                        | DE | AT | CH | UK | US | Anmerkungen                                                 |
| ---- | --------------------------------------- | --- | --- | --- | --- | --- | ----------------------------------------------------------- |
| 2009 | The Time of Our Lives Hollywood Records | DE9 Gold · (22 Wo.)DE | AT5 Gold · (21 Wo.)AT | CH23 (19 Wo.)CH | UK17 Gold · (11 Wo.)UK | US2 ×3Dreifachplatin · (41 Wo.)US | Erstveröffentlichung: 28. August 2009 Verkäufe: + 3.438.000 |
| 2019 | She Is Coming RCA Records               | DE74 (1 Wo.)DE | AT21 (2 Wo.)AT | CH27 (1 Wo.)CH | UK18 (2 Wo.)UK | US5 (7 Wo.)US | Erstveröffentlichung: 31. Mai 2019 Verkäufe: + 30.000       |

## Singles

### Als Leadmusikerin
| Jahr | Titel Album                                                                              | Höchstplatzierung, Gesamtwochen, AuszeichnungChartplatzierungen (Jahr, Titel, Album, Platzierungen, Wochen, Auszeichnungen, Anmerkungen) | Höchstplatzierung, Gesamtwochen, AuszeichnungChartplatzierungen (Jahr, Titel, Album, Platzierungen, Wochen, Auszeichnungen, Anmerkungen) | Höchstplatzierung, Gesamtwochen, AuszeichnungChartplatzierungen (Jahr, Titel, Album, Platzierungen, Wochen, Auszeichnungen, Anmerkungen) | Höchstplatzierung, Gesamtwochen, AuszeichnungChartplatzierungen (Jahr, Titel, Album, Platzierungen, Wochen, Auszeichnungen, Anmerkungen) | Höchstplatzierung, Gesamtwochen, AuszeichnungChartplatzierungen (Jahr, Titel, Album, Platzierungen, Wochen, Auszeichnungen, Anmerkungen) | Anmerkungen |
| Jahr | Titel Album                                                                              | DE | AT | CH | UK | US | Anmerkungen |
| --- | ---------------------------------------------------------------------------------------- | --- | --- | --- | --- | --- | --- |
| 2006 | The Best of Both Worlds Hannah Montana                                                   | DE66 (7 Wo.)DE | — | — | UK43 (2 Wo.)UK | US92 Platin · (2 Wo.)US | Erstveröffentlichung: 18. März 2006 Verkäufe: + 1.000.000                                                              |
| 2007 | Make Some Noise Hannah Montana 2: Meet Miley Cyrus                                       | — | — | — | — | US92 (1 Wo.)US | Erstveröffentlichung: April 2007                                                                                       |
| 2007 | Nobody’s Perfect Hannah Montana 2                                                        | — | — | — | — | US27 Platin · (7 Wo.)US | Erstveröffentlichung: 15. Mai 2007 Verkäufe: + 1.000.000                                                               |
| 2007 | Life’s What You Make It Hannah Montana 2                                                 | — | — | — | — | US25 Gold · (2 Wo.)US | Erstveröffentlichung: 9. Juni 2007 Verkäufe: + 500.000                                                                 |
| 2007 | See You Again Meet Miley Cyrus                                                           | DE52 (8 Wo.)DE | AT30 (9 Wo.)AT | — | UK11 Silber · (15 Wo.)UK | US10 ×3Dreifachplatin · (27 Wo.)US | Erstveröffentlichung: 15. September 2007 Verkäufe: + 3.497.000                                                         |
| 2007 | Start All Over Meet Miley Cyrus                                                          | — | — | — | — | US68 Gold · (3 Wo.)US | Erstveröffentlichung: 11. Dezember 2007 Verkäufe: + 500.000                                                            |
| 2008 | 7 Things Breakout                                                                        | DE17 (9 Wo.)DE | AT14 (16 Wo.)AT | CH35 (12 Wo.)CH | UK25 Silber · (19 Wo.)UK | US9 ×2Doppelplatin · (15 Wo.)US | Erstveröffentlichung: 17. Juni 2008 Verkäufe: + 2.347.500                                                              |
| 2009 | The Climb Hannah Montana: The Movie                                                      | DE41 Gold · (18 Wo.)DE | AT30 (7 Wo.)AT | CH38 (18 Wo.)CH | UK11 ×2Doppelplatin · (24 Wo.)UK | US4 ×7Siebenfachplatin · (28 Wo.)US | Erstveröffentlichung: 5. März 2009 Verkäufe: + 9.260.000                                                               |
| 2009 | Fly on the Wall Breakout                                                                 | DE62 (7 Wo.)DE | AT57 (2 Wo.)AT | — | UK16 (10 Wo.)UK | US84 Gold · (2 Wo.)US | Erstveröffentlichung: 27. Februar 2009 Verkäufe: + 535.000                                                             |
| 2009 | Hoedown Throwdown Hannah Montana 3                                                       | DE66 (7 Wo.)DE | AT41 (3 Wo.)AT | CH87 (3 Wo.)CH | UK18 Silber · (11 Wo.)UK | US18 Platin · (13 Wo.)US | Erstveröffentlichung: 10. März 2009 Verkäufe: + 1.577.500                                                              |
| 2009 | Let’s Get Crazy Hannah Montana 3                                                         | — | — | — | — | US57 Gold · (3 Wo.)US | Erstveröffentlichung: 24. März 2009 Verkäufe: + 500.000                                                                |
| 2009 | I Wanna Know You Hannah Montana 3                                                        | — | — | — | — | US74 (1 Wo.)US | Erstveröffentlichung: 2. Mai 2009 feat. David Archuleta                                                                |
| 2009 | Ice Cream Freeze (Let’s Chill) Hannah Montana 3                                          | — | — | — | UK90 (2 Wo.)UK | US87 (1 Wo.)US | Erstveröffentlichung: 20. Mai 2009                                                                                     |
| 2009 | He Could Be the One Hannah Montana 3                                                     | — | — | — | — | US10 Platin · (5 Wo.)US | Erstveröffentlichung: 23. Juni 2009 Verkäufe: + 1.000.000                                                              |
| 2009 | Party in the U.S.A. The Time of Our Lives                                                | DE— PlatinDE | AT30 (17 Wo.)AT | CH41 (21 Wo.)CH | UK11 ×4Vierfachplatin · (17 Wo.)UK | US2 ×5Diamant + Fünffachplatin · (29 Wo.)US                                                                                              | Erstveröffentlichung: 11. August 2009 Verkäufe: + 19.860.000                                                           |
| 2009 | Supergirl Hannah Montana 3                                                               | DE42 (9 Wo.)DE | AT58 (1 Wo.)AT | — | — | US92 (1 Wo.)US | Erstveröffentlichung: 28. August 2009                                                                                  |
| 2010 | When I Look at You The Time of Our Lives                                                 | DE60 Gold · (2 Wo.)DE | AT56 (6 Wo.)AT | CH49 (4 Wo.)CH | UK79 Gold · (1 Wo.)UK | US16 ×3Dreifachplatin · (13 Wo.)US | Erstveröffentlichung: 1. März 2010 Verkäufe: + 3.955.000                                                               |
| 2010 | Can’t Be Tamed                                                                           | DE29 (10 Wo.)DE | AT21 (8 Wo.)AT | CH53 (6 Wo.)CH | UK13 Silber · (8 Wo.)UK | US8 ×2Doppelplatin · (10 Wo.)US | Erstveröffentlichung: 14. Mai 2010 Verkäufe: + 2.380.000                                                               |
| 2010 | Ordinary Girl Hannah Montana Forever                                                     | — | — | — | UK93 (1 Wo.)UK | US91 Gold · (2 Wo.)US | Erstveröffentlichung: 6. Juli 2010 Verkäufe: + 500.000                                                                 |
| 2010 | I’m Still Good Hannah Montana Forever                                                    | — | — | — | — | — | Erstveröffentlichung: 13. August 2010                                                                                  |
| 2010 | Who Owns My Heart Can’t Be Tamed                                                         | DE24 (7 Wo.)DE | AT35 (3 Wo.)AT | — | — | US— GoldUS | Erstveröffentlichung: 30. August 2010 Verkäufe: + 535.000                                                              |
| 2013 | We Can’t Stop Bangerz                                                                    | DE16 Gold · (24 Wo.)DE | AT8 Gold · (22 Wo.)AT | CH19 Gold · (20 Wo.)CH | UK1 ×2Doppelplatin · (25 Wo.)UK | US2 ×8Achtfachplatin · (26 Wo.)US | Erstveröffentlichung: 3. Juni 2013 Verkäufe: + 11.380.000                                                              |
| 2013 | Wrecking Ball Bangerz                                                                    | DE6 Platin · (35 Wo.)DE | AT2 Gold · (23 Wo.)AT | CH5 Platin · (32 Wo.)CH | UK1 ×2Doppelplatin · (26 Wo.)UK | US1 ×9Neunfachplatin · (32 Wo.)US | Erstveröffentlichung: 25. August 2013 Verkäufe: + 13.358.594                                                           |
| 2013 | Adore You Bangerz                                                                        | — | — | — | UK27 Gold · (9 Wo.)UK | US21 ×3Dreifachplatin · (18 Wo.)US | Erstveröffentlichung: 17. Dezember 2013 Verkäufe: + 3.740.000                                                          |
| 2017 | Malibu Younger Now                                                                       | DE20 Gold · (18 Wo.)DE | AT8 Platin · (26 Wo.)AT | CH16 Platin · (22 Wo.)CH | UK11 Platin · (20 Wo.)UK | US10 ×2Doppelplatin · (15 Wo.)US | Erstveröffentlichung: 11. Mai 2017 Verkäufe: + 5.193.000                                                               |
| 2017 | Younger Now                                                                              | — | — | CH84 (1 Wo.)CH | UK54 (4 Wo.)UK | US79 (1 Wo.)US | Erstveröffentlichung: 18. August 2017 Verkäufe: + 85.000                                                               |
| 2018 | (Happy Xmas) War Is Over! –                                                              | DE46 (1 Wo.)DE | AT59 (1 Wo.)AT | CH100 (1 Wo.)CH | — | — | Erstveröffentlichung: 14. Dezember 2018 mit Mark Ronson feat. Sean Ono Lennon Original: John & Yoko (Plastic Ono Band) |
| 2019 | Mother’s Daughter She Is Coming                                                          | DE75 (3 Wo.)DE | AT49 (4 Wo.)AT | CH48 (5 Wo.)CH | UK29 Silber · (9 Wo.)UK | US54 (3 Wo.)US | Erstveröffentlichung: 31. Mai 2019 Verkäufe: + 630.000                                                                 |
| 2019 | On a Roll –                                                                              | — | — | — | UK65 (5 Wo.)UK | — | Erstveröffentlichung: 14. Juni 2019 als Ashley O                                                                       |
| 2019 | Slide Away –                                                                             | DE67 (3 Wo.)DE | AT49 (4 Wo.)AT | CH20 (8 Wo.)CH | UK40 Silber · (9 Wo.)UK | US47 (6 Wo.)US | Erstveröffentlichung: 16. August 2019 Verkäufe: + 720.000                                                              |
| 2019 | Don’t Call Me Angel Charlie’s Angels: Original Motion Picture Soundtrack                 | DE11 (5 Wo.)DE | AT12 (4 Wo.)AT | CH4 (6 Wo.)CH | UK2 Gold · (9 Wo.)UK | US13 (7 Wo.)US | Erstveröffentlichung: 13. September 2019 Verkäufe: + 765.000; mit Ariana Grande & Lana Del Rey                         |
| 2020 | Midnight Sky Plastic Hearts                                                              | DE27 Gold · (34 Wo.)DE | AT33 Platin · (23 Wo.)AT | CH20 (27 Wo.)CH | UK5 ×2Doppelplatin · (39 Wo.)UK | US14 ×2Doppelplatin · (20 Wo.)US | Erstveröffentlichung: 14. August 2020 Verkäufe: + 4.590.000                                                            |
| 2020 | Prisoner Plastic Hearts                                                                  | DE20 Gold · (21 Wo.)DE | AT15 Platin · (19 Wo.)AT | CH11 Gold · (20 Wo.)CH | UK8 Platin · (21 Wo.)UK | US54 Platin · (12 Wo.)US | Erstveröffentlichung: 19. November 2020 Verkäufe: + 2.940.000; feat. Dua Lipa                                          |
| 2021 | Angels Like You Plastic Hearts                                                           | DE— dDE | — | CH91 (1 Wo.)CH | UK66 Gold · (1 Wo.)UK | US— PlatinUS | Erstveröffentlichung: 8. März 2021 Verkäufe: + 2.195.000                                                               |
| 2023 | Flowers Endless Summer Vacation                                                          | DE1 ×3Dreifachgold · (89 Wo.)DE | AT1 ×5Fünffachplatin · (86 Wo.)AT | CH1 ×5Fünffachplatin · (… Wo.)CH | UK1 ×4Vierfachplatin · (66 Wo.)UK | US1 ×7Siebenfachplatin · (55 Wo.)US | Erstveröffentlichung: 13. Januar 2023 Verkäufe: + 17.197.333                                                           |
| 2023 | Jaded Endless Summer Vacation                                                            | — | — | CH70 (1 Wo.)CH | UK27 Silber · (4 Wo.)UK | US56 Gold · (15 Wo.)US | Erstveröffentlichung: 19. Mai 2023 Verkäufe: + 805.000                                                                 |
| 2023 | Used to Be Young Endless Summer Vacation (Digital Re-issue)                              | DE53 (2 Wo.)DE | AT29 (3 Wo.)AT | CH23 (4 Wo.)CH | UK12 Silber · (9 Wo.)UK | US8 Platin · (21 Wo.)US | Erstveröffentlichung: 25. August 2023 Verkäufe: + 1.360.000                                                            |
| 2024 | Psycho Killer Everyone’s Getting Involved: A Tribute to Talking Heads’ Stop Making Sense | — | — | — | — | — | Erstveröffentlichung: 17. Mai 2024 Original: Talking Heads                                                             |
| 2025 | End of the World Something Beautiful                                                     | DE40 (… Wo.)DE | AT34 (7 Wo.)AT | CH57 (… Wo.)CH | UK23 (7 Wo.)UK | US52 (4 Wo.)US | Erstveröffentlichung: 4. April 2025                                                                                    |
| 2025 | More to Lose Something Beautiful                                                         | — | — | — | UK91 (1 Wo.)UK | — | Erstveröffentlichung: 9. Mai 2025                                                                                      |
| Folgende Lieder erschienen nicht als Single, wurden aber durch das Album zum Download und Streaming bereitgestellt und konnten somit eine Platzierung erlangen: |                                                                                          | | | | | | |
| |                                                                                          | | | | | | |
| 2006 | This Is the Life Hannah Montana                                                          | — | — | — | — | US89 (1 Wo.)US | Charteinstieg: 11. November 2006                                                                                       |
| 2006 | Pumpin’ Up the Party Hannah Montana                                                      | — | — | — | — | US81 (1 Wo.)US | Charteinstieg: 11. November 2006                                                                                       |
| 2006 | Just Like You Hannah Montana                                                             | — | — | — | — | US99 (1 Wo.)US | Charteinstieg: 11. November 2006                                                                                       |
| 2006 | I Got Nerve Hannah Montana                                                               | — | — | — | — | US67 Gold · (1 Wo.)US | Charteinstieg: 11. November 2006 Verkäufe: + 500.000                                                                   |
| 2006 | If We Were a Movie Hannah Montana                                                        | — | — | — | — | US47 Platin · (8 Wo.)US | Charteinstieg: 11. November 2006 Verkäufe: + 1.000.000                                                                 |
| 2007 | True Friend Hannah Montana 2                                                             | — | — | — | — | US99 Gold · (1 Wo.)US | Charteinstieg: 14. Juli 2007 Verkäufe: + 500.000                                                                       |
| 2007 | G.N.O. (Girl’s Night Out) Meet Miley Cyrus                                               | — | — | — | — | US91 (2 Wo.)US | Charteinstieg: 14. Juli 2007                                                                                           |
| 2008 | Rock Star Hannah Montana 2                                                               | — | — | — | — | US81 Platin · (4 Wo.)US | Charteinstieg: 16. Februar 2008 Verkäufe: + 1.000.000                                                                  |
| 2008 | Breakout                                                                                 | — | — | — | — | US56 (4 Wo.)US | Charteinstieg: 9. August 2008                                                                                          |
| 2009 | You’ll Always Find Your Way Back Home Hannah Montana: The Movie                          | — | — | — | — | US81 Gold · (4 Wo.)US | Charteinstieg: 11. April 2009 Verkäufe: + 500.000                                                                      |
| 2009 | Butterfly Fly Away Hannah Montana: The Movie                                             | — | — | — | UK78 Silber · (3 Wo.)UK | US56 Platin · (3 Wo.)US | Charteinstieg: 25. April 2009 Verkäufe: + 1.270.000; mit Billy Ray Cyrus                                               |
| 2010 | Stay Can’t Be Tamed                                                                      | — | — | — | — | US75 Gold · (1 Wo.)US | Charteinstieg: 10. Juli 2010 Verkäufe: + 500.000                                                                       |
| 2013 | Someone Else Bangerz                                                                     | — | — | — | — | US93 (1 Wo.)US | Charteinstieg: 26. Oktober 2013                                                                                        |
| 2020 | Plastic Hearts                                                                           | — | — | — | UK96 Silber · (2 Wo.)UK | US— GoldUS | Charteinstieg: 11. Dezember 2020 Verkäufe: + 775.000                                                                   |
| 2022 | Like a Prayer (Live) Attention: Miley Live                                               | — | — | — | UK79 (1 Wo.)UK | — | Charteinstieg: 12. Mai 2022 Original: Madonna                                                                          |
| 2023 | Thousand Miles Endless Summer Vacation                                                   | — | — | — | — | US68 (1 Wo.)US | Charteinstieg: 25. März 2023 Verkäufe: + 20.000; feat. Brandi Carlile                                                  |
| 2023 | Rose Colored Lenses Endless Summer Vacation                                              | — | — | — | — | US91 (1 Wo.)US | Charteinstieg: 25. März 2023 Verkäufe: + 20.000                                                                        |
| 2025 | Easy Lover Something Beautiful                                                           | — | — | — | UK64 (… Wo.)UK | US82 (1 Wo.)US | Charteinstieg: 14. Juni 2025                                                                                           |

### Als Gastmusikerin
| Jahr | Titel Album                                                     | Höchstplatzierung, Gesamtwochen, AuszeichnungChartplatzierungen (Jahr, Titel, Album, Platzierungen, Wochen, Auszeichnungen, Anmerkungen) | Höchstplatzierung, Gesamtwochen, AuszeichnungChartplatzierungen (Jahr, Titel, Album, Platzierungen, Wochen, Auszeichnungen, Anmerkungen) | Höchstplatzierung, Gesamtwochen, AuszeichnungChartplatzierungen (Jahr, Titel, Album, Platzierungen, Wochen, Auszeichnungen, Anmerkungen) | Höchstplatzierung, Gesamtwochen, AuszeichnungChartplatzierungen (Jahr, Titel, Album, Platzierungen, Wochen, Auszeichnungen, Anmerkungen) | Höchstplatzierung, Gesamtwochen, AuszeichnungChartplatzierungen (Jahr, Titel, Album, Platzierungen, Wochen, Auszeichnungen, Anmerkungen) | Anmerkungen |
| Jahr | Titel Album                                                     | DE | AT | CH | UK | US | Anmerkungen |
| --- | --------------------------------------------------------------- | --- | --- | --- | --- | --- | --- |
| 2007 | Ready, Set, Don’t Go Home at Last                               | — | — | — | — | US37 (26 Wo.)US | Erstveröffentlichung: 11. August 2007 Billy Ray Cyrus feat. Miley Cyrus                                                                 |
| 2008 | Just Stand Up! –                                                | — | AT73 (1 Wo.)AT | — | UK26 (3 Wo.)UK | US11 ×2Doppelplatin · (4 Wo.)US | Erstveröffentlichung: 21. August 2008 Verkäufe: + 2.000.000; mit Artists Stand Up to Cancer                                             |
| 2010 | Everybody Hurts –                                               | DE16 (7 Wo.)DE | AT23 (7 Wo.)AT | CH16 (2 Wo.)CH | UK1 Platin · (6 Wo.)UK | — | Erstveröffentlichung: 7. Februar 2010 Verkäufe: + 600.000; mit Helping Haiti                                                            |
| 2010 | We Are the World 25 for Haiti –                                 | — | — | — | UK50 (1 Wo.)UK | US2 (5 Wo.)US | Erstveröffentlichung: 12. Februar 2010 Verkäufe: + 267.000; mit Artists for Haiti                                                       |
| 2010 | Nothing to Lose Custom Built                                    | — | — | — | — | — | Erstveröffentlichung: 2. März 2010 Bret Michaels feat. Miley Cyrus                                                                      |
| 2012 | Morning Sun –                                                   | — | — | — | — | — | Erstveröffentlichung: 5. Juli 2012 Rock Mafia feat. Miley Cyrus                                                                         |
| 2012 | Decisions –                                                     | — | — | — | — | — | Erstveröffentlichung: 10. Juli 2012 Borgore feat. Miley Cyrus                                                                           |
| 2013 | Ashtrays & Heartbreaks Reincarnated                             | — | — | — | — | — | Erstveröffentlichung: 4. April 2013 Snoop Lion feat. Miley Cyrus                                                                        |
| 2013 | Fall Down #willpower                                            | DE48 (13 Wo.)DE | AT45 (2 Wo.)AT | CH59 (1 Wo.)CH | UK34 (2 Wo.)UK | US58 (1 Wo.)US | Erstveröffentlichung: 16. April 2013 Verkäufe: + 105.000; will.i.am feat. Miley Cyrus                                                   |
| 2013 | 23 Est. in 1989, Pt. 3                                          | DE— GoldDE | — | — | UK85 Silber · (3 Wo.)UK | US11 ×4Vierfachplatin · (23 Wo.)US | Erstveröffentlichung: 10. September 2013 Verkäufe: + 4.550.000 Mike Will Made It feat. Miley Cyrus, Wiz Khalifa & Juicy J               |
| 2013 | Real and True –                                                 | — | — | — | UK92 (1 Wo.)UK | US— GoldUS | Erstveröffentlichung: 5. November 2013 Verkäufe: + 500.000; Future feat. Miley Cyrus & Mr Hudson                                        |
| 2013 | Feelin’ Myself #willpower                                       | DE55 (11 Wo.)DE | — | — | UK2 Platin · (17 Wo.)UK | US96 (2 Wo.)US | Erstveröffentlichung: 26. November 2013 Verkäufe: + 665.000 will.i.am feat. Miley Cyrus, French Montana, Wiz Khalifa & DJ Mustard       |
| 2014 | Come Get It Bae G I R L                                         | — | — | — | UK87 (2 Wo.)UK | US23 Gold · (15 Wo.)US | Erstveröffentlichung: 8. Mai 2014 Verkäufe: + 587.500; Pharrell Williams feat. Miley Cyrus & Tori Kelly                                 |
| 2014 | Lucy in the Sky with Diamonds With a Little Help from My Fwends | — | — | — | — | — | Erstveröffentlichung: 18. Mai 2014 The Flaming Lips feat. Miley Cyrus & Moby; Original: The Beatles                                     |
| 2016 | Teardrop –                                                      | — | — | — | — | — | Erstveröffentlichung: 19. Juli 2016 Lolawolf feat. Miley Cyrus                                                                          |
| 2017 | We a Family Oczy Mlody                                          | — | — | — | — | — | Erstveröffentlichung: 5. Januar 2017 The Flaming Lips feat. Miley Cyrus                                                                 |
| 2018 | Nothing Breaks Like a Heart Late Night Feelings                 | DE16 Platin · (23 Wo.)DE | AT20 Platin · (17 Wo.)AT | CH10 Platin · (27 Wo.)CH | UK2 ×2Doppelplatin · (31 Wo.)UK | US43 Platin · (13 Wo.)US | Erstveröffentlichung: 29. November 2018 Verkäufe: + 4.793.333; Mark Ronson feat. Miley Cyrus                                            |
| 2021 | Without You (Remix) –                                           | DE*DE | AT*AT | CH*CH | UK*UK | US8 (38 Wo.)US | Erstveröffentlichung: 30. April 2021 Verkäufe: + 1.020.000; The Kid Laroi feat. Miley Cyrus * Verkäufe werden dem Original hinzuaddiert |
| 2024 | Doctor (Work It Out) –                                          | — | — | CH61 (1 Wo.)CH | UK46 (2 Wo.)UK | US74 (1 Wo.)US | Erstveröffentlichung: 1. März 2024 Verkäufe: + 20.000; Pharrell Williams feat. Miley Cyrus                                              |
| 2024 | II Most Wanted Cowboy Carter                                    | — | AT55 (1 Wo.)AT | CH20 (2 Wo.)CH | UK9 (6 Wo.)UK | US6 Gold · (6 Wo.)US | Erstveröffentlichung: 27. März 2024 Verkäufe: + 580.000; Beyoncé feat. Miley Cyrus                                                      |
| Folgende Lieder erschienen nicht als Single, wurden aber durch das Album zum Download und Streaming bereitgestellt und konnten somit eine Platzierung erlangen: |                                                                 | | | | | | |
| |                                                                 | | | | | | |
| 2021 | Am I Dreaming Montero                                           | — | — | — | — | US97 (1 Wo.)US | Charteinstieg: 2. Oktober 2021 Verkäufe: + 20.000; Lil Nas X feat. Miley Cyrus                                                          |

## Videoalben und Musikvideos

### Videoalben
| Jahr | Titel Musiklabel                                                    | Höchstplatzierung, Gesamtwochen, AuszeichnungChartplatzierungen (Jahr, Titel, Musiklabel, Platzierungen, Wochen, Auszeichnungen, Anmerkungen) | Höchstplatzierung, Gesamtwochen, AuszeichnungChartplatzierungen (Jahr, Titel, Musiklabel, Platzierungen, Wochen, Auszeichnungen, Anmerkungen) | Höchstplatzierung, Gesamtwochen, AuszeichnungChartplatzierungen (Jahr, Titel, Musiklabel, Platzierungen, Wochen, Auszeichnungen, Anmerkungen) | Höchstplatzierung, Gesamtwochen, AuszeichnungChartplatzierungen (Jahr, Titel, Musiklabel, Platzierungen, Wochen, Auszeichnungen, Anmerkungen) | Höchstplatzierung, Gesamtwochen, AuszeichnungChartplatzierungen (Jahr, Titel, Musiklabel, Platzierungen, Wochen, Auszeichnungen, Anmerkungen) | Anmerkungen                                                                    |
| Jahr | Titel Musiklabel                                                    | DE | AT | CH | UK | US | Anmerkungen                                                                    |
| ---- | ------------------------------------------------------------------- | --- | --- | --- | --- | --- | ------------------------------------------------------------------------------ |
| 2008 | Best of Both Worlds Concert Hollywood Records • Walt Disney Records | DE*DE | AT*AT | CH*CH | UK1 ×2Doppelplatin · (63 Wo.)UK | US*US | Erstveröffentlichung: 16. Oktober 2008 Verkäufe: + 100.000; * siehe Livealbum  |
| 2010 | Can’t Be Tamed – Mini DVD Hollywood Records                         | DE*DE | AT*AT | CH*CH | UK4 (5 Wo.)UK | US*US | Erstveröffentlichung: 18. Juni 2010 Verkäufe: + 30.000; * siehe Can’t Be Tamed |
| 2015 | Bangerz Tour RCA Records                                            | DE*DE | AT2 (5 Wo.)AT | CH3 (9 Wo.)CH | UK2 (6 Wo.)UK | US1 (18 Wo.)US | Erstveröffentlichung: 20. März 2015 * siehe Bangerz                            |

### Musikvideos
| Jahr | Titel                                     | Regie                                       |
| ---- | ----------------------------------------- | ------------------------------------------- |
| 2006 | The Best of Both Worlds                   | Ryan Polito                                 |
| 2006 | Who Said                                  | Ryan Polito                                 |
| 2006 | This Is the Life                          | Ryan Polito                                 |
| 2006 | Pumpin’ Up the Party                      | Ryan Polito                                 |
| 2006 | The Other Side of Me                      | Ryan Polito                                 |
| 2006 | Just Like You                             | Ryan Polito                                 |
| 2006 | Stand                                     | Matthew F. Smith, Brad van Wert             |
| 2007 | Nobody’s Perfect                          |                                             |
| 2007 | Make Some Noise                           |                                             |
| 2007 | Life’s What You Make It                   |                                             |
| 2007 | True Friend                               |                                             |
| 2007 | Old Blue Jeans                            |                                             |
| 2007 | One in a Million                          |                                             |
| 2007 | Bigger Than Us                            |                                             |
| 2007 | Start All Over                            | Marc Webb                                   |
| 2008 | 7 Things                                  | Brett Ratner                                |
| 2008 | Fly on the Wall                           | Philip Andelman                             |
| 2009 | Let’s Get Crazy                           |                                             |
| 2009 | It’s All Right Here                       |                                             |
| 2009 | Let’s Do This                             |                                             |
| 2009 | Ice Cream Freeze                          |                                             |
| 2009 | Supergirl                                 |                                             |
| 2009 | Just a Girl                               |                                             |
| 2009 | Mixed Up                                  |                                             |
| 2009 | Every Part of Me                          |                                             |
| 2009 | The Climb                                 | Matthew Rolston                             |
| 2009 | Send It On                                | F. Michael Blum                             |
| 2009 | Party in the U.S.A.                       | Chris Applebaum                             |
| 2010 | Everybody Hurts                           | Joseph Kahn                                 |
| 2010 | When I Look at You                        | Adam Shankman                               |
| 2010 | Can’t Be Tamed                            | Robert Hales                                |
| 2010 | Who Owns My Heart                         | Robert Hales                                |
| 2010 | We Are the World 25 for Haiti             |                                             |
| 2010 | Ordinary Girl                             | Shane C. Drake                              |
| 2010 | Que sera                                  | Brad Brizendine, Brad Wilder                |
| 2012 | You’re Gonna Make Me Lonesome When You Go | James Minchin III                           |
| 2012 | Decisions                                 | Christian Lamb                              |
| 2013 | Ashtrays and Heartbreaks                  | P.R. Brown                                  |
| 2013 | We Can’t Stop                             | Diane Martel                                |
| 2013 | Wrecking Ball                             | Terry Richardson                            |
| 2013 | 23                                        | Hannah Lux Davis                            |
| 2013 | Real and True                             | Rankin                                      |
| 2013 | Feelin’ Myself                            | Pasha Shapiro                               |
| 2013 | Adore You                                 | Rankin                                      |
| 2014 | Come Get It Bae                           | Luis Cerveró                                |
| 2014 | Lucy in the Sky with Diamonds             | Miley Cyrus                                 |
| 2015 | Dooo It!                                  | Miley Cyrus, Diane Martel                   |
| 2015 | Lighter                                   | Miley Cyrus, Diane Martel                   |
| 2015 | BB Talk                                   | Miley Cyrus, Diane Martel                   |
| 2017 | Malibu                                    | Diane Martel                                |
| 2017 | Younger Now                               | Miley Cyrus, Diane Martel                   |
| 2018 | Nothing Breaks Like a Heart               | Pierre Dupaquier, Clément Durou             |
| 2019 | On a Roll                                 | Anne Sewitsky                               |
| 2019 | Mother’s Daughter                         | Alexandre Moors                             |
| 2019 | Right Where I Belong                      |                                             |
| 2019 | Slide Away                                | Alexandre Moors                             |
| 2019 | Don’t Call Me Angel                       | Hannah Lux Davis                            |
| 2020 | Midnight Sky                              | Miley Cyrus                                 |
| 2020 | Prisoner                                  | Miley Cyrus, Alana O’Herlihy                |
| 2021 | Angels Like You                           | Miley Cyrus, Alana O’Herlihy                |
| 2021 | Without You                               | Miley Cyrus                                 |
| 2021 | Nothing Else Matters                      | Hidden Road                                 |
| 2021 | Am I Dreaming                             | Blake Kathryn                               |
| 2023 | Flowers                                   | Jacob Bixenman                              |
| 2023 | River                                     | Jacob Bixenman                              |
| 2023 | Jaded                                     | Jacob Bixenman, Brendan Walter              |
| 2023 | Used to Be Young                          | Jacob Bixenman, Brendan Walter              |
| 2024 | Doctor (Work It Out)                      | Jacob Bixenman                              |
| 2025 | Something Beautiful                       | Jacob Bixenman, Miley Cyrus, Brendan Walter |
| 2025 | Prelude                                   | Jacob Bixenman, Miley Cyrus, Brendan Walter |
| 2025 | End of the World                          | Jacob Bixenman, Miley Cyrus, Brendan Walter |
| 2025 | More to Lose                              | Jacob Bixenman, Miley Cyrus, Brendan Walter |
| 2025 | Easy Lover                                | Jacob Bixenman, Miley Cyrus, Brendan Walter |

## Boxsets
| Jahr | Titel Musiklabel                   | Anmerkungen                            |
| ---- | ---------------------------------- | -------------------------------------- |
| 2009 | Hannah Montana: The Collection EMI | Erstveröffentlichung: 26. Oktober 2009 |
| 2009 | Hannah Montana X-Mas Box EMI       | Erstveröffentlichung: 9. November 2009 |

## Promoveröffentlichungen
Promo-Singles

| Jahr | Titel Album                                      | Höchstplatzierung, Gesamtwochen, AuszeichnungChartplatzierungen (Jahr, Titel, Album, Platzierungen, Wochen, Auszeichnungen, Anmerkungen) | Höchstplatzierung, Gesamtwochen, AuszeichnungChartplatzierungen (Jahr, Titel, Album, Platzierungen, Wochen, Auszeichnungen, Anmerkungen) | Höchstplatzierung, Gesamtwochen, AuszeichnungChartplatzierungen (Jahr, Titel, Album, Platzierungen, Wochen, Auszeichnungen, Anmerkungen) | Höchstplatzierung, Gesamtwochen, AuszeichnungChartplatzierungen (Jahr, Titel, Album, Platzierungen, Wochen, Auszeichnungen, Anmerkungen) | Höchstplatzierung, Gesamtwochen, AuszeichnungChartplatzierungen (Jahr, Titel, Album, Platzierungen, Wochen, Auszeichnungen, Anmerkungen) | Anmerkungen |
| Jahr | Titel Album                                      | DE | AT | CH | UK | US | Anmerkungen |
| ---- | ------------------------------------------------ | --- | --- | --- | --- | --- | --- |
| 2006 | Who Said Hannah Montana                          | — | — | — | — | US83 Gold · (3 Wo.)US | Erstveröffentlichung: 11. Juli 2006 Verkäufe: + 500.000                                                                |
| 2006 | The Other Side of Me Hannah Montana              | — | — | — | — | US84 (1 Wo.)US | Erstveröffentlichung: 2006                                                                                             |
| 2007 | Rockin’ Around the Christmas Tree Hannah Montana | DE— eDE | — | — | — | — | Erstveröffentlichung: 2007 Original: Brenda Lee                                                                        |
| 2009 | Every Part of Me Hannah Montana 3                | — | — | — | — | — | Erstveröffentlichung: 2009                                                                                             |
| 2009 | Send It On Send It On – US Digital EP            | — | — | — | — | US20 (5 Wo.)US | Erstveröffentlichung: 11. August 2009 mit Disney Friends for Change                                                    |
| 2009 | We Belong to the Music Shock Value II            | — | — | — | — | — | Erstveröffentlichung: 1. Dezember 2009 Timbaland feat. Miley Cyrus                                                     |
| 2010 | Forgiveness and Love Can’t Be Tamed              | — | — | — | — | — | Erstveröffentlichung: 2010                                                                                             |
| 2010 | Are You Ready Hannah Montana Forever             | — | — | — | — | — | Erstveröffentlichung: 3. September 2010                                                                                |
| 2010 | Gonna Get This Hannah Montana Forever            | — | — | — | — | US66 Gold · (2 Wo.)US | Erstveröffentlichung: 5. Oktober 2010 Verkäufe: + 500.000; feat. Iyaz                                                  |
| 2010 | Que sera Hannah Montana Forever                  | — | — | — | — | — | Erstveröffentlichung: 12. Dezember 2010                                                                                |
| 2011 | Every Rose Has Its Thorn Can’t Be Tamed          | — | — | — | — | — | Erstveröffentlichung: 2011 Original: Poison                                                                            |
| 2014 | 4×4 Bangerz                                      | — | — | — | — | — | Erstveröffentlichung: 13. Januar 2014 feat. Nelly                                                                      |
| 2015 | Hands of Love –                                  | — | — | — | — | — | Erstveröffentlichung: 2. Oktober 2015                                                                                  |
| 2015 | My Sad Christmas Song –                          | — | — | — | — | — | Erstveröffentlichung: 24. Dezember 2015                                                                                |
| 2017 | Inspired Younger Now                             | — | — | — | — | — | Erstveröffentlichung: 9. Juni 2017                                                                                     |
| 2017 | Week Without You Younger Now                     | — | — | — | — | — | Erstveröffentlichung: 22. September 2017                                                                               |
| 2020 | Heart of Glass Plastic Hearts                    | — | — | — | UK38 Silber · (6 Wo.)UK | US— GoldUS | Erstveröffentlichung: 29. September 2020 Verkäufe: + 835.000; Original: Blondie                                        |
| 2020 | Zombie (Live) Plastic Hearts                     | — | — | — | — | — | Erstveröffentlichung: 23. Oktober 2020 Verkäufe: + 20.000; Original: The Cranberries                                   |
| 2020 | I Got So High That I Saw Jesus –                 | — | — | — | — | — | Erstveröffentlichung: 26. Oktober 2020 Noah Cyrus feat. Miley Cyrus                                                    |
| 2021 | Nothing Else Matters The Metallica Blacklist     | — | — | — | — | — | Erstveröffentlichung: 22. Juni 2021 feat. WATT, Elton John, Yo-Yo Ma, Robert Trujillo & Chad Smith Original: Metallica |
| 2023 | River Endless Summer Vacation                    | DE35 (1 Wo.)DE | AT24 (1 Wo.)AT | CH30 (2 Wo.)CH | UK16 (5 Wo.)UK | US32 (4 Wo.)US | Erstveröffentlichung: 10. März 2023 Verkäufe: + 80.000                                                                 |
| 2025 | Prelude Something Beautiful                      | — | — | — | — | — | Erstveröffentlichung: 31. März 2025                                                                                    |
| 2025 | Something Beautiful                              | — | — | — | — | — | Erstveröffentlichung: 31. März 2025                                                                                    |
| 2025 | Walk of Fame Something Beautiful                 | — | — | — | — | — | Erstveröffentlichung: 28. Mai 2025 feat. Brittany Howard                                                               |

## Sonderveröffentlichungen

### Lieder
| Jahr | Titel Album                                                     | Anmerkungen                                                                                                |
| ---- | --------------------------------------------------------------- | --- |
| 2006 | Stand Wanna Be Your Joe                                         | Erstveröffentlichung: 17. Juli 2006 Billy Ray Cyrus feat. Miley Cyrus                                      |
| 2007 | Ready, Set, Don’t Go Home at Last                               | Erstveröffentlichung: 24. Juli 2007 Billy Ray Cyrus feat. Miley Cyrus                                      |
| 2009 | Butterfly Fly Away Back to Tennessee                            | Erstveröffentlichung: 7. April 2009 Billy Ray Cyrus feat. Miley Cyrus                                      |
| 2009 | Before the Storm Lines, Vines and Trying Times                  | Erstveröffentlichung: 12. Juni 2009 Jonas Brothers feat. Miley Cyrus                                       |
| 2009 | Send It On Send It On – US Digital EP                           | Erstveröffentlichung: 11. August 2009 mit Disney Friends for Change                                        |
| 2009 | We Belong to the Music Shock Value II                           | Erstveröffentlichung: 8. Dezember 2009 Timbaland feat. Miley Cyrus                                         |
| 2010 | Nothing to Lose Custom Built                                    | Erstveröffentlichung: 6. Juli 2010 Bret Michaels feat. Miley Cyrus                                         |
| 2011 | Overboard Never Say Never: The Remixes                          | Erstveröffentlichung: 14. Februar 2011 Justin Bieber feat. Miley Cyrus                                     |
| 2012 | Twerk Don’t Get It Twisted                                      | Erstveröffentlichung: 7. April 2012 Lil Twist & Justin Bieber feat. Miley Cyrus                            |
| 2013 | Fall Down #willpower                                            | Erstveröffentlichung: 19. April 2013 will.i.am feat. Miley Cyrus                                           |
| 2013 | Feelin’ Myself #willpower                                       | Erstveröffentlichung: 19. April 2013 will.i.am feat. Miley Cyrus, French Montana, Wiz Khalifa & DJ Mustard |
| 2013 | Ashtrays & Heartbreaks Reincarnated                             | Erstveröffentlichung: 23. April 2013 Snoop Lion feat. Miley Cyrus                                          |
| 2013 | 23 Est. in 1989, Pt. 3                                          | Erstveröffentlichung: 10. September 2013 Mike Will Made It feat. Miley Cyrus, Wiz Khalifa & Juicy J        |
| 2014 | Smoke Signals Idle Time                                         | Erstveröffentlichung: 25. Februar 2014 Buddy feat. Miley Cyrus                                             |
| 2014 | Come Get It Bae G I R L                                         | Erstveröffentlichung: 3. März 2014 Pharrell Williams feat. Miley Cyrus & Tori Kelly                        |
| 2014 | A Day in the Life With a Little Help from My Fwends             | Erstveröffentlichung: 27. Oktober 2014 The Flaming Lips & New Fumes feat. Miley Cyrus                      |
| 2014 | Lucy in the Sky with Diamonds With a Little Help from My Fwends | Erstveröffentlichung: 27. Oktober 2014 The Flaming Lips feat. Miley Cyrus & Moby; Original: The Beatles    |
| 2017 | We a Family Oczy Mlody                                          | Erstveröffentlichung: 13. Januar 2017 The Flaming Lips feat. Miley Cyrus                                   |
| 2019 | Nothing Breaks Like a Heart Late Night Feelings                 | Erstveröffentlichung: 21. Juni 2019 Mark Ronson feat. Miley Cyrus                                          |
| 2019 | The Thrill Is Gone I Shouldn't Be Telling You This              | Erstveröffentlichung: 1. November 2019 Jeff Goldblum & The Mildred Snitzer Orchestra feat. Miley Cyrus     |
| 2024 | II Most Wanted Cowboy Carter                                    | Erstveröffentlichung: 29. März 2024 Beyoncé feat. Miley Cyrus                                              |

| Jahr | Titel Album                                                                              | Anmerkungen |
| ---- | ---------------------------------------------------------------------------------------- | --- |
| 2006 | Zip-a-Dee-Doo-Dah Disneymania 4                                                          | Erstveröffentlichung: 4. April 2006                                                                                         |
| 2007 | Part of Your World Disneymania 5                                                         | Erstveröffentlichung: 27. März 2007                                                                                         |
| 2008 | Santa Claus Is Coming to Town All Wrapped Up                                             | Erstveröffentlichung: 4. November 2008 Original: Harry Reser & His Orchestra mit Tom Stacks                                 |
| 2012 | You’re Gonna Make Me Lonesome When You Go Chimes of Freedom                              | Erstveröffentlichung: 24. Januar 2012 Original: Bob Dylan                                                                   |
| 2021 | Nothing Else Matters The Metallica Blacklist                                             | Erstveröffentlichung: 10. September 2021 feat. WATT, Elton John, Yo-Yo Ma, Robert Trujillo & Chad Smith Original: Metallica |
| 2024 | Psycho Killer Everyone’s Getting Involved: A Tribute to Talking Heads’ Stop Making Sense | Erstveröffentlichung: 17. Mai 2024 Original: Talking Heads                                                                  |

| Jahr | Titel Soundtrack                                    | Anmerkungen                                                             |
| ---- | --------------------------------------------------- | ----------------------------------------------------------------------- |
| 2007 | I Learned from You Brücke nach Terabithia           | Erstveröffentlichung: 13. Februar 2007                                  |
| 2008 | I Thought I Lost You Bolt – Ein Hund für alle Fälle | Erstveröffentlichung: 25. November 2008 mit John Travolta               |
| 2010 | When I Look at You Mit Dir an meiner Seite          | Erstveröffentlichung: 23. März 2010                                     |
| 2012 | Giving You Up LOL – Laughing Out Loud               | Erstveröffentlichung: 2012                                              |
| 2019 | Don’t Call Me Angel 3 Engel für Charlie             | Erstveröffentlichung: 1. November 2019 mit Lana Del Rey & Ariana Grande |

### Videoalben
| Jahr | Titel Musiklabel                              | Anmerkungen                                                                           |
| ---- | --------------------------------------------- | ------------------------------------------------------------------------------------- |
| 2008 | Breakout (Platinum Edition) Hollywood Records | Erstveröffentlichung: 18. November 2008 CD+DVD; Verkäufe werden Breakout hinzuaddiert |

## Statistik

### Chartauswertung
Die folgende Aufstellung beinhaltet eine Übersicht über die Charterfolge von Miley Cyrus in den Album-, Single- sowie den Musik-DVD-Charts. In Deutschland besteht die Besonderheit, dass Videoalben sich ebenfalls in den Albumcharts platzieren. In Österreich, der Schweiz, dem Vereinigten Königreich und den Vereinigten Staaten werden für Videoalben eigenständige Chartlisten geführt.
|                     | DE     | AT     | CH     | UK     | US     |
| ------------------- | ------ | ------ | ------ | ------ | ------ |
| Nummer-eins-Alben   | DE—DE  | AT3AT  | CH1CH  | UK2UK  | US5US  |
| Top-10-Alben        | DE6DE  | AT9AT  | CH5CH  | UK7UK  | US15US |
| Alben in den Charts | DE14DE | AT15AT | CH15CH | UK11UK | US17US |

|                       | DE     | AT     | CH     | UK     | US     |
| --------------------- | ------ | ------ | ------ | ------ | ------ |
| Nummer-eins-Singles   | DE1DE  | AT1AT  | CH1CH  | UK4UK  | US2US  |
| Top-10-Singles        | DE2DE  | AT4AT  | CH4CH  | UK10UK | US14US |
| Singles in den Charts | DE27DE | AT28AT | CH27CH | UK45UK | US65US |

|                          | DE    | AT    | CH    | UK    | US    |
| ------------------------ | ----- | ----- | ----- | ----- | ----- |
| Nummer-eins-Videoalben   | DE—DE | AT—AT | CH—CH | UK1UK | US1US |
| Top-10-Videoalben        | DE—DE | AT1AT | CH1CH | UK3UK | US1US |
| Videoalben in den Charts | DE—DE | AT1AT | CH1CH | UK3UK | US1US |

### Auszeichnungen für Musikverkäufe
Die Lieder Always Remember You, Do My Thang, Edge of Midnight, FU, Gimme What I Want, High, I Miss You, Never Be Me, Night Crawling, One in a Million, Unholy und You wurden weder als Singles veröffentlicht, noch konnten sie aufgrund von hohen Downloads und Streaming die Charts erreichen. Dennoch wurden die Lieder jeweils mit einer Goldenen Schallplatte in den Vereinigten Staaten ausgezeichnet, womit sich die Lieder jeweils über 500.000 Mal verkauften.
| Land/RegionAuszeichnungen für Musikverkäufe (Land/Region, Auszeichnungen, Verkäufe, Quellen) | Silber       | Gold         | Platin         | Diamant       | Verkäufe    | Quellen                           |
| -------------------------------------------------------------------------------------------- | ------------ | ------------ | -------------- | ------------- | ----------- | --------------------------------- |
| Argentinien (CAPIF)                                                                          | —            | —            | Platin1        | —             | 40.000      | capif.org.ar                      |
| Australien (ARIA)                                                                            | —            | 10× Gold10   | 96× Platin96   | —             | 7.070.000   | aria.com.au                       |
| Belgien (BRMA)                                                                               | —            | 6× Gold6     | 4× Platin4     | —             | 250.000     | ultratop.be                       |
| Brasilien (PMB)                                                                              | —            | 24× Gold24   | 29× Platin29   | 17× Diamant17 | 4.540.000   | pro-musicabr.org.br               |
| Dänemark (IFPI)                                                                              | —            | 7× Gold7     | 18× Platin18   | —             | 1.330.000   | ifpi.dk                           |
| Deutschland (BVMI)                                                                           | —            | 11× Gold11   | 4× Platin4     | —             | 3.400.000   | musikindustrie.de                 |
| Finnland (IFPI)                                                                              | —            | —            | —              | —             | 60.394      | Einzelnachweise                   |
| Frankreich (SNEP)                                                                            | —            | 7× Gold7     | —              | 2× Diamant2   | 1.304.866   | infodisc.fr snepmusique.com       |
| Golf-Kooperationsrat (IFPI)                                                                  | —            | Gold1        | Platin1        | —             | 9.000       | ifpi.org                          |
| Griechenland (IFPI)                                                                          | —            | Gold1        | 3× Platin3     | —             | 70.000      | Einzelnachweise                   |
| Irland (IRMA)                                                                                | —            | Gold1        | 5× Platin5     | —             | 82.500      | irishcharts.ie                    |
| Italien (FIMI)                                                                               | —            | 4× Gold4     | 11× Platin11   | —             | 870.000     | fimi.it                           |
| Japan (RIAJ)                                                                                 | —            | Gold1        | —              | —             | 100.000     | riaj.or.jp                        |
| Kanada (MC)                                                                                  | —            | 8× Gold8     | 30× Platin30   | Diamant1      | 3.290.000   | musiccanada.com                   |
| Mexiko (AMPROFON)                                                                            | —            | 11× Gold11   | 14× Platin14   | 3× Diamant3   | 3.510.000   | amprofon.com.mx                   |
| Neuseeland (RMNZ)                                                                            | —            | 4× Gold4     | 48× Platin48   | —             | 1.275.000   | aotearoamusiccharts.co.nz NZ2 NZ3 |
| Niederlande (NVPI)                                                                           | —            | —            | Platin1        | —             | 20.000      | nvpi.nl                           |
| Norwegen (IFPI)                                                                              | —            | 7× Gold7     | 36× Platin36   | —             | 1.600.000   | ifpi.no                           |
| Österreich (IFPI)                                                                            | —            | 5× Gold5     | 10× Platin10   | —             | 347.500     | ifpi.at                           |
| Peru (UNIMPRO)                                                                               | —            | Gold1        | Platin1        | —             | 9.000       | Einzelnachweise                   |
| Philippinen (PARI)                                                                           | —            | —            | Platin1        | —             | 15.000      | Einzelnachweise                   |
| Polen (ZPAV)                                                                                 | —            | 9× Gold9     | 18× Platin18   | Diamant1      | 775.000     | olis.pl                           |
| Portugal (AFP)                                                                               | —            | 7× Gold7     | 12× Platin12   | —             | 195.000     | Einzelnachweise                   |
| Schweden (IFPI)                                                                              | —            | 7× Gold7     | 13× Platin13   | —             | 855.000     | sverigetopplistan.se              |
| Schweiz (IFPI)                                                                               | —            | 4× Gold4     | 8× Platin8     | —             | 215.000     | hitparade.ch                      |
| Singapur (RIAS)                                                                              | —            | Gold1        | —              | —             | 5.000       | rias.org.sg                       |
| Spanien (Promusicae)                                                                         | —            | 5× Gold5     | 24× Platin24   | —             | 1.500.000   | elportaldemusica.es promusicae.es |
| Ungarn (MAHASZ)                                                                              | —            | 2× Gold2     | 11× Platin11   | —             | 50.000      | slagerlistak.hu                   |
| Vereinigte Staaten (RIAA)                                                                    | —            | 25× Gold25   | 89× Platin89   | Diamant1      | 112.964.000 | riaa.com                          |
| Vereinigtes Königreich (BPI)                                                                 | 15× Silber15 | 11× Gold11   | 26× Platin26   | —             | 20.327.000  | bpi.co.uk                         |
| Insgesamt                                                                                    | 15× Silber15 | 180× Gold180 | 514× Platin514 | 25× Diamant25 |             |                                   |